# Народ свободы
Народ свободы (итал. Il Popolo della Libertà — PdL) — итальянская политическая партия правоцентристской ориентации, существовавшая в 2007—2013 годах. Президентом партии являлся Сильвио Берлускони.

## История
Партия была создана 18 ноября 2007 года, но официально была основана только в 2009 году, на партийном конгрессе 27—29 марта, когда партия «Вперёд, Италия!» объединилась с «Национальным Альянсом». Президентом новоиспеченной партии стал Сильвио Берлускони. Координаторами были назначены Сандро Бонди, Иньяцио Ла Русса и Денис Вердини.
Партия «Народ свободы» входит в состав Европейской народной партии (англ. European People's Party — EPP).

### Участие в правительствах
С 13—14 апреля 2008 года партия «Народ Свободы», в коалиции с «Лигой Севера» (итал. Lega Nord per l'Indipendenza della Padania) и её южным аналогом партией «Движение за автономию» (итал. Movimento per l'Autonomia), формирует правительство.
По итогам парламентских выборов 2013 года партия заняла третье место после Демократической партии и Движения пяти звёзд, но вошла в правящую коалицию, приняв участие в правительстве Энрико Летта.

### Участие в парламентских выборах
| Палата депутатов |                        |       |               |       |                    |
| Год выборов      | Получено голосов       | %     | Получено мест | +/-   | Лидер              |
| 2008             | 13.629.096 (1-е место) | 37,4  | 276 из 630    | -     | Сильвио Берлускони |
| 2013             | 7.332.667 (3-е место)  | 21,56 | 98 из 630     | ▼ 178 | Сильвио Берлускони |

| Сенат       |                        |       |               |      |                    |
| Год выборов | Получено голосов       | %     | Получено мест | +/-  | Лидер              |
| 2008        | 12.678.790 (1-е место) | 38,0  | 146 из 315    | -    | Сильвио Берлускони |
| 2013        | 6.829.135 (3-е место)  | 22,30 | 98 из 315     | ▼ 47 | Сильвио Берлускони |

| Европейский парламент |                        |      |               |     |                    |
| Год выборов           | Получено голосов       | %    | Получено мест | +/- | Лидер              |
| 2009                  | 10.807.794 (1-е место) | 35,3 | 29 из 73      | -   | Сильвио Берлускони |

### Раскол и самороспуск
16 ноября 2013 года на заседании в римском Дворце съездов Национальный совет партии единогласно принял решение о её самороспуске в связи с непреодолимым расколом между сторонниками Сильвио Берлускони и Анджелино Альфано. Позднее Берлускони объявил о возрождении партии «Вперёд, Италия», ушедшей в оппозицию, Альфано создал партию «Новый правый центр», сохранившую участие в правительстве Энрико Летта.

## Организационная структура
Высший орган — Съезд (Congresso), между съездами — Национальная дирекция (Direzione Nazionale), исполнительный орган — Национальный секретариат (Segreteria Nazionale), высшее должностное лицо — Национальный политический секретарь (Segretario Politico Nazionale), высшие органы местных организаций — провинциальные съезды (congresso provinziale), между провинциальными съездами — провинциальные дирекции (Direzione Provinciale), исполнительные органы местных организаций — провинциальные секретариаты (segreteria provinciale), высшие должностные лица местных организаций — провинциальные секретари (segretario provinciale).